# Niddatal
Niddatal − miasto w Niemczech, w kraju związkowym Hesja, w rejencji Darmstadt, w powiecie Wetterau, nad rzeką Niddą. Miasto liczy 40,21 km²; 30 czerwca 2013 zamieszkiwało 9201 mieszkańców.